# 創業玩家
《創業玩家》，是一部2000年11月2日於香港上映的香港喜劇電影。由高志森執導、張達明編劇，許冠文主演。

## 演員
- 許冠文
- 劉雅麗
- 羅家英
- 李麗珍
- 張達明
- 河國榮

## 製作及發行
本片原已在1997年拍竣，但因當中涉及對農民有負面描寫的關係，而延至2000年在香港作小規模公映。因此亦成為了許冠文主演電影作品中票房最低的一部。

## 外部連結
- 香港影庫上《創業玩家》的資料（繁體中文）
- 互联网电影数据库（IMDb）上《創業玩家》的资料（英文）